# 固特異 (亞利桑那州)
固特異（英語：Goodyear），或譯古德伊爾，是美国亚利桑那州马里科帕县下属的一座城市。面积约为191.52平方英里（约合496平方公里）。根据2010年美国人口普查，该市有人口65,275人，人口密度为340.9/平方英里。